# Репинце
Репинце (на сръбски: Репинце или Repince) е село в Югоизточна Сърбия, Пчински окръг, община Владичин хан.

## Население
Според преброяването на населението от 2011 г. селото има 900 жители.

### Етнически състав
Данните за етническия състав на населението са от преброяването през 2002 г.
- сърби – 956 жители
- цигани – 4 жители
- югославяни – 1 жител
- македонци – 1 жител
- неизяснени – 10 жители